# Собор Святого Юра

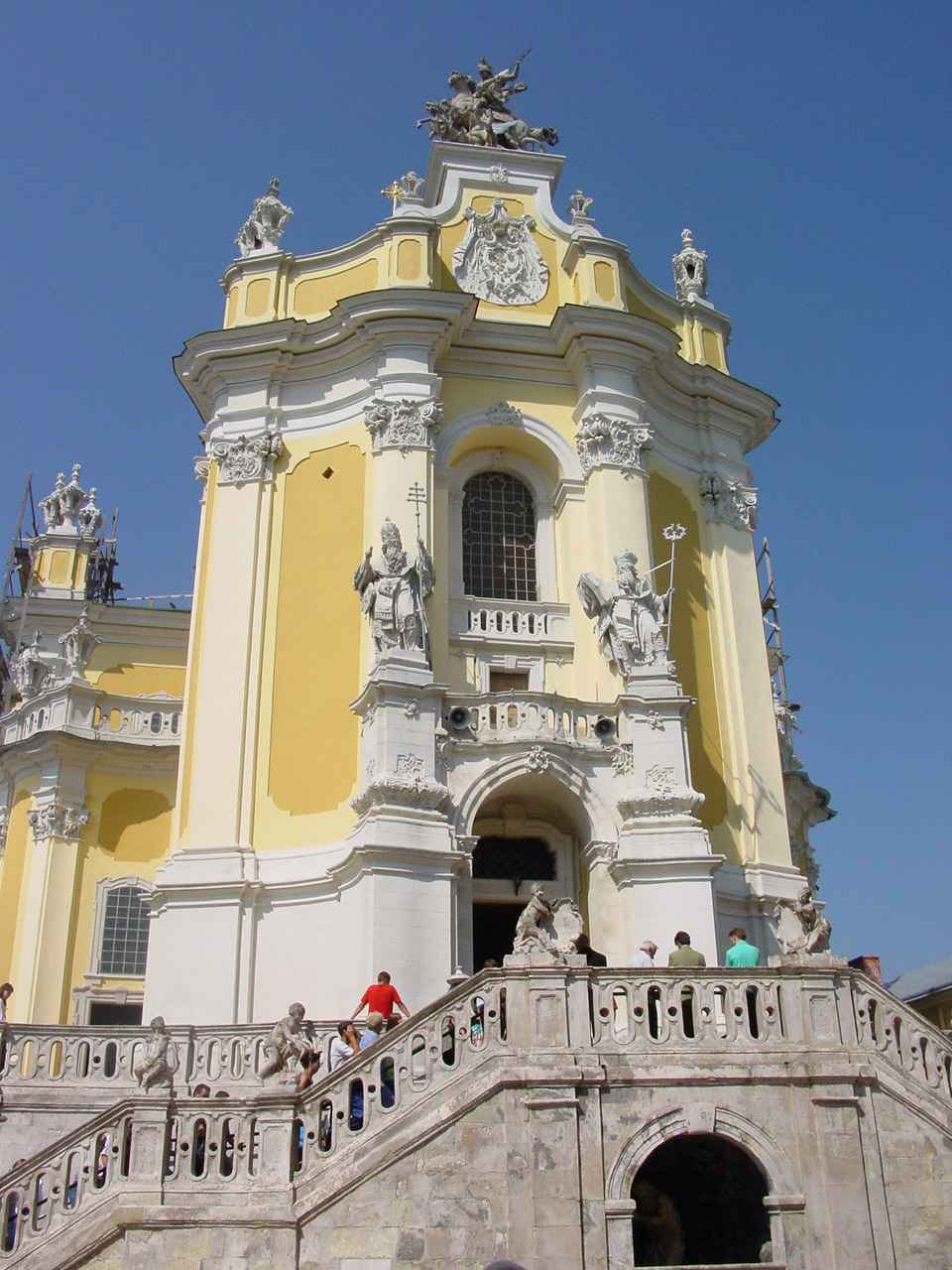
Головний вхід до храму

Архикатедра́льний собо́р Свято́го Ю́ра (давніше катедральна церква Святого Юрія) у Львові — собор Галицької митрополії УГКЦ, до 1817 при монастирі чину Василіян, бароково-рококовий монументальний архітектурний ансамбль з виразними національними рисами (1744–1762), вважався головною святинею українських греко-католиків, до побудови Патріаршого собору Воскресіння Христового в Києві.
Побудований на Святоюрській горі, за адресою: площа Святого Юра № 5. Висота над рівнем моря — 321 м.
З 1998 року Собор разом із Ансамблем історичного центру Львова належить до Світової спадщини ЮНЕСКО. Власне собор є частиною комплексу: барокового собору (1745–1770) з дзвіницею (дзвін з 1341), рококової з класицистичними портиками митрополичої палати (1761–1762), будинків капітули, тераси з двораменними сходами, ажурної огорожі довкола соборового подвір'я з двома брамами в подвір'ї (1771) та мурів, що обводять капітульні будинки і митрополичі сади (1772).
Багатовікову архітектурну історію Святоюрського монастиря умовно можна поділити на два великі періоди відповідно до історії його головної споруди. Перший період тривав майже півтисячоліття — від початків чернечої оселі приблизно до середини XVIII століття, — завершився руйнацією старого храму. Другий період розпочався з будівництва нового собору, яке згодом стало новою точкою відліку в цілеспрямованому формуванні майбутнього ансамблю. Завершився він у XIX столітті, коли з'явилася остання з існуючих нині будівель.
У давніших джерелах — Катедральний храм Святого Юрія.

## Передісторія

### Княжий період
За давньою легендою, це місце було заселене приблизно з 1280 року. Тоді ж існувала печера. Досі не з'ясовано: була вона штучною чи природною. У ній усамітнився чернець Василь (Василиск), який в постійних молитвах спокутував земні гріхи. Походить ця легенда з давніх-давен, але вперше записана дослідником Львова Бартоломеєм Зіморовичем у XVII столітті.
|  | Під той час Василиск, стрий Лева, князь жорстокого духа, але, як часто буває у греків, через молоді літа, проведені безжурно, на старість постригся добровільно в ченці й оселився в наїженій терном печері, що стояла отвором на схилі пагорба, котрий підносився над спиною міста. Був він більше подібний до фавна, ніж до людини - щетинястий, нечесаний, з великими бровами, худий, зарослий, з запущеною до колін бородою, що закривала наготу тіла, як щит або килим. Такою нелюдською строгістю життя спокутував він нелюдську різню бранців, до якої дійшло за його проводом перед двадцятьма роками в Судомирі, так загально говорено. За його порадою Лев побудував на верху того пагорба букову церкву, обвів її чернечими келіями та віддав під опіку святого Юрія, старійшини війська святих, вождя для себе проти поляків і співтовариша для стрия, що боровся з примарами пекла |

Як вважав Володимир Січинський, у легенді про загадкового Василиска дивним чином переплуталися в часі окремі події та особи. Справді, добре відомий з літописів князь Василько Романович у 1259 р. не з власної волі супроводжував до Судомира ворожі загони монголо-татарського полководця Бурундая. Трапилося це після того, як князь змушений був добровільно здати чужинцям і навіть «розкидати» та попалити міські укріплення Володимира на Волині. Як повідомляє літописець, внаслідок походу татар на Судомир загинуло майже все його населення. Проте не підлягають сумніву літописні свідчення про те, що князь Василько Романович помер значно раніше за вказану в легенді дату і ще у 1269 році був похований у храмі Успіння Пресвятої Богородиці в Холмі Тому особа загадкового Василиска має різні, неоднозначні тлумачення. Наприклад, польський дослідник Олександр Чоловський вслід за істориком Ізидором Шараневичем ідентифікував Василиска як Лавриша Римонта, сина Тройденового
Існують також інші версії щодо першої церкви на Святоюрській горі. Зокрема, існує версія, що церкву Юра та монастир заснував галицький князь Лев Данилович, який у 1282 році до вже існуючого монастиря переніс із Галича тіло свого батька — короля Данила. Хоча Святоюрська гора не виділялася так активно, як Замкова на протилежному березі Полтви, — ні з огляду на абсолютні висотні позначки, ні з огляду на загальну територію, придатну для будівництва, проте, згідно з інформацією Мартіна Ґруневеґа, почутою ним від старожилів, саме ця гора привернула увагу князівських слуг, коли вони почали будувати замок. Потім за розпорядженням князя тут була вимурувана церква на честь святого Юра. М. Ґруневеґ навіть зробив висновок, що «…церква Юра була першою будівлею міста після замку».
Серед інших імовірних засновників монастиря є також ім'я князя Юрія Львовича, але однозначних документальних підтверджень жодної з цих версій немає.
Щодо посвяти, більшість дослідників схиляються до думки, що посвята храму від самого початку була пов'язана з ім'ям святого Юрія, хоча історія храмової архітектури подає нам непоодинокі приклади перепосвят, які траплялися за різних обставин, особливо під час змін конфесійної приналежності. Взагалі, храми в ім'я святого Юрія були досить поширені серед православних, а згодом і греко-католицьких церков, про що свідчать дослідження статистики храмових посвят львівської єпархії східного обряду.
На думку новітнього дослідника Ігоря Мицька, отруєння останнього галицько-волинського князя Юрія ІІ (Болеслава Тройденовича) відбулося саме у Святоюріївській церкві 7 квітня 1340 року. Після смерті Юрія II Казимир III захопив Львів. Під час нападу, за давніми переказами, руські мешканці перетворили монастир у місце завзятого опору і після здобуття королем укріплень, були всі перебиті. Ця історія підтверджується записами митрополита Лева ШептицькогоУ вогні великої пожежі згорів і перший храм Святого Юра Окремі польські автори намагались подати цю інформацію як вигадку, не підтверджену фактами, а відповідальність за масштабні руйнації в місті покладали на литовські загони, які намагались укріпити у Галичині князя Дмитра Любарта.
Першим незаперечним доказом фактичного існування храму Святого Юра можна вважати інформацію, подану у вигляді меморативного напису на старовинному мідному дзвоні, який ще й нині розміщується в соборній дзвіниці. Давній кириличний текст зазначає:
|  | В ле[то] 6849 [1341] сольян был колокол сій святому Юрыю при князі Дмитрии игуменом Євфимьєм. А писал Скора Іяков |

З цього напису можна зробити принаймні два важливі висновки: по-перше, згадка імені князя Дмитрія, найімовірніше, вказує на його безпосередню причетність до виготовлення дзвона в ролі патрона та жертводавця, по-друге, з погляду хронології ця інформація свідчить про те, що через рік після вторгнення Казимира храм функціонував при чернечій оселі, яку очолював ігумен Євфимій.
Не всі дослідники згідні з думкою, що перший храм був дерев'яний. Зокрема є інша версія, яку досить розлого обґрунтував Ю. Диба: перший храм був не дерев'яним, а вимуруваним з тесаних кам'яних блоків.
Стара церква не раз зазнавала руйнацій та реконструкцій. Так, зокрема Мартин Ґруневеґ на початку XVII століття стосовно цієї церкви занотував: «за моїх часів вона була повністю перемурована». З подання Антонія Петрушевича довідуємося, що у 1608 році «…в неділю по Пасці грім вдарив у церкву Святого Юра і хрест церкви зверху і камінь, у якому хрест стояв, і образи всередині церкви попалив і престол надвоє розбив». Повідомлялося також, що «року 1643… святий Юрій погорєл», а у 1648 році «Львов, боронячися, передмістя сами всі спалили округом… у церкві Святого Юр'я трупа 54 забитих людей, і татарин, на самий престол упавши, розбився». Відомо також, що значної шкоди завдали храму турки в 1672 р.

### Польський період

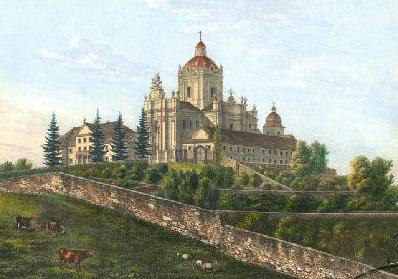
Кароль Ауер. Собор Святого Юра

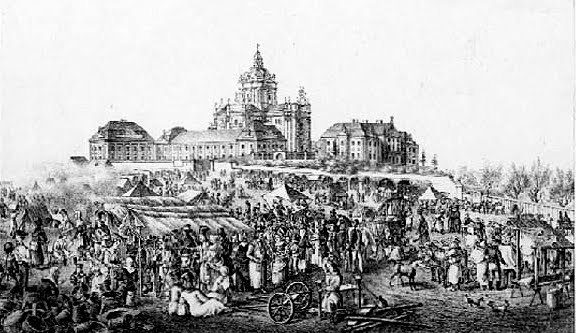
Кароль Ауер. Ярмарок біля собору Святого Юра (1846—1847)

Перші згадки про спорудження мурованого собору Святого Юра в давніх літературних джерелах знаходяться у праці львівського історика, радника і бургомістра XVII ст. Бартоломея Зіморовича «Потрійний Львів» («Leopolis Triplex»), яку іноді ще умовно називають «Хронікою Зіморовича». Автор хроніки подає інформацію про будівництво храму в різних місцях тексту під двома різними датами: спочатку — 1363, а потім — 1437. Наступну згадку про церкву св. Юрія в «Потрійному Львові»
Відомо, що Б. Зіморович не був свідком тих далеких подій, тому його праця, як і будь-яка компілятивна хроніка, звичайно, не була позбавлена неточностей і помилок. На користь такої підозри щодо наведеної характеристики старої церкви св. Юрія може бути те, що в цій хроніці Б. Зіморовича, але в іншому місці, знаходимо ще одне, майже аналогічне повідомлення, подане під значно пізнішою датою, а саме під 1437 рік:
|  | Будуються церкви — Вірменська та св. Юрія. Вірмени та русини, скориставшись послугами того самого будівничого, у тих часах будували два однакові храми, одного розміру та виду. Вірмени — в мурах міста на честь Діви, у лоно небес взятої; русини — на передмісті на честь давнього воїтеля свого народу св. Юрія. |

Дуже важко і практично неможливо в цих двох хронікальних поданнях виокремити тверду істину від перекручення чи домислу. Тому в подальшому дослідники та коментатори праці Б. Зіморовича по-різному пояснювали ці два суперечливі повідомлення.

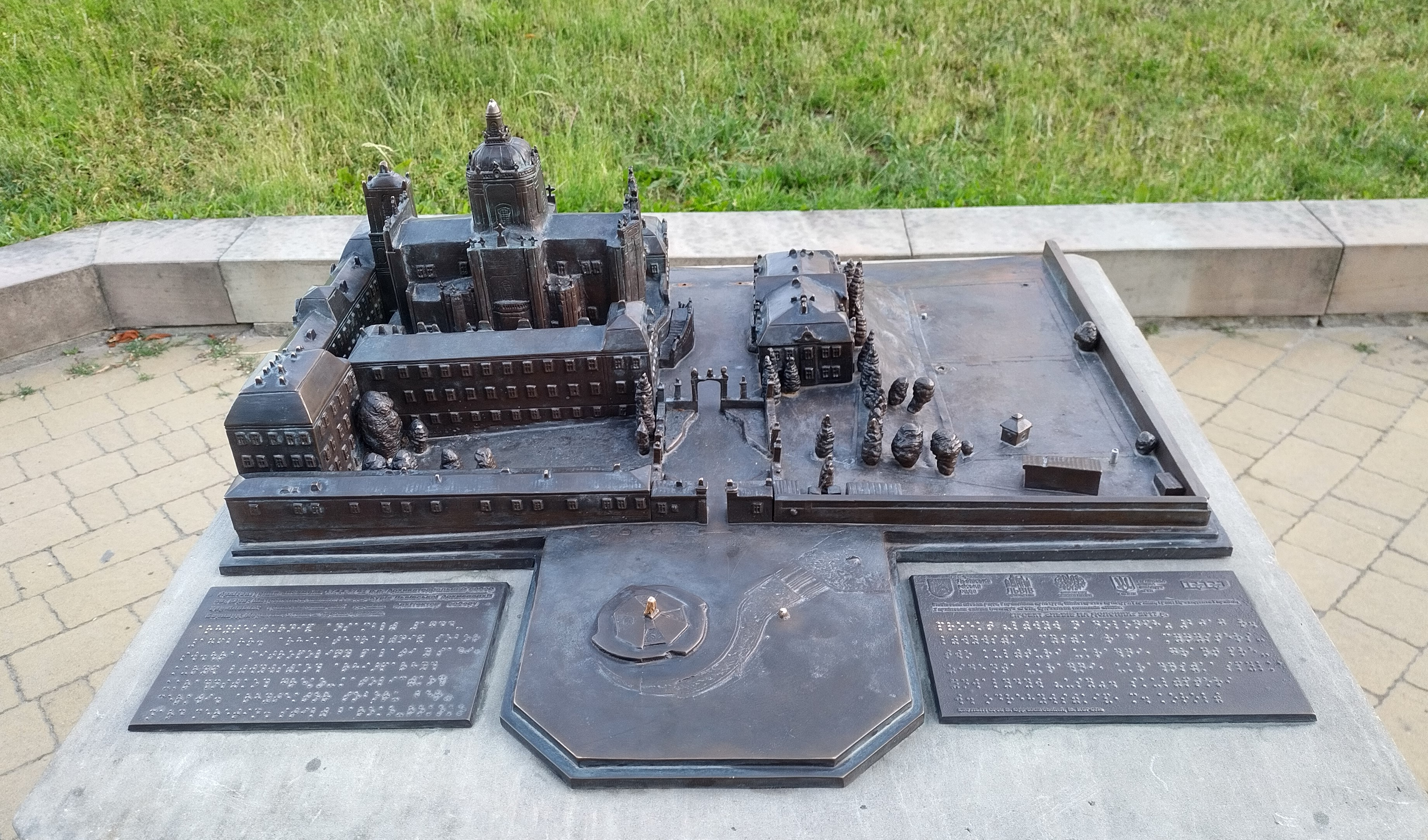
Мініатюра собору Святого Юра

Домінують два погляди. Перший, сформульований ще у XIX столітті Денисом Зубрицьким у його відомій праці «Хроніка міста Львова» і сприйнятий згодом багатьма істориками, ґрунтувався на припущенні, що Б. Зіморович допустив у своїй хроніці помилкове дублювання однієї й тієї самої події, тому достовірною слід вважати лише першу дату, тобто 1363 року. Другу згадку близько 1437 року Д. Зубрицький розцінив як помилкову, повторену про одну й ту саму подію. Згодом припущення Д. Зубрицького було підтримане Владиславом Лозінським у книзі «Львівське мистецтво в XVI—XVII століттях. Архітектура та скульптура», де ще раз повторено усталену у XIX столітті інформацію про те, що власне ці дві церкви — Вірменська та Святоюрська — стали першими новобудовами після знаменного для міста 1370 року. Окремо наголошено на тому, що обидві церкви були не лише творіннями одного майстра, але й були зведені, за словами Б. Зіморовнча, «quod schema unifonne fabricae utrinsque facit manifestuin», тобто мали подібний конструктивний устрій і зовнішній вигляд. Такий наголос давав певні підстави для хоча б приблизного уявлення про архітектурний вигляд першого мурованого храму св. Юра, оскільки стародавній вірменський храм непогано зберігся і міг служити реальним об'єктом для порівнянь і певних архітектурних висновків. Пристав до цієї версії також І. Мицько у своєму коментарі до новітнього перекладу «Потрійного Львова».
Інший погляд був вперше поданий у так званій «Святоюрській хроніці» («Книга діянь…») і неодноразово повторений згодом у працях Володимира Січинського, Івана Крип'якевича, Володимира Вуйцика та ін. Обидва повідомлення в хроніці Б. Зіморовича ці дослідники пов'язували з реальними подіями. Отже, вони потребували обґрунтованого пояснення. Суть пояснення зводилася до того, що в хроніці Б. Зіморовича зафіксовані два різні моменти з історії Святоюрської церкви: у 1363 році новобудову лише започатковано, а у 1437 році після багатьох років, несприятливих для продовження будівництва, її нарешті доведено до повного завершення. В. Січинський у монографії «Архітектура катедри св. Юра у Львові» навіть указав на можливість пізнішого пристосування цих двох різних дат, зазначених Б. Зіморовичем, до конкретних імен давніх ігуменів Святоюрського монастиря, котрі ніби-то почергово опікувалися нелегким і довготривалим будівництвом храму. Згадано імена ігуменів Євтимія, Партенія, Гедеона та Лаврентія. Певна упередженість цього штучного поділу дат на початок і кінець будівництва легко проглядається, оскільки з тексту хроніки Б. Зіморовича таке розмежування не випливає. Але слід визнати, що й для категоричного заперечення цього також немає достатніх підстав. Свою особливу позицію щодо визначення дати початку й тривалості будівництва першого мурованого храму сформулював польський дослідник Т. Маньковський у критичній рецензії на монографію В. Січинського. Скептично оцінюючи фактографічну точність праці Б. Зіморовича і водночас користуючись мало відомими раніше документальними першоджерелами, пов'язаними з діяльністю вірменської громади у Львові в давні часи, він визначає 1363 рік датою не початку, а скоріше завершення будівництва вірменської церкви. Тим самим він поставив під сумнів не лише заявлену Б. Зіморовичем синхронність виконання будівельних робіт, але й принципову архітектурну спорідненість двох храмів.
Незважаючи на такі перестороги, інформація Б. Зіморовича дала привід для приблизної архітектурної характеристики першої мурованої церкви св. Юра. З огляду на можливість існування близької аналогії між старим Святоюрським храмом та Вірменською церквою, більшість дослідників висловлювали припущення, що перший мурований храм св. Юра теж належав до досить поширеного візантійського типу тринавової, чотиристовпної, хрещато-баневої, одноверхої розпланувально-просторової системи. Припущення це небезпідставне, оскільки вже Мартін Ґруневеґ у своїх нотатках повідомив, що вона «побудована на український спосіб». В. Січинський охарактеризував її як українсько-візантійський тип будівлі і навіть порівняв з багатьма відомими взірцями давньоруської архітектури — наприклад, з Юр'ївською церквою в Каневі. Аналогічні визначення поширилися в спеціальній літературі як аксіома і нерідко трапляються навіть у новітніх публікаціях оглядового характеру
Невідомим достеменно донині залишається ім'я архітектора. Воно виступало в різних джерелах, у тому числі й у Б. Зіморовича, як Доре. Таку транскрипцію Вл. Лозинський вважав за механічну описку і на підставі архівних розвідок ідентифікував його з тим будівничим, чиє прізвище у версії «Doringus murator» неодноразово згадувалося в найстаріших міських книгах Львова, які обіймали хронологічний відтинок з 1382 до 1389 р. У такій транскрипції, як Дорінг, що мала засвідчувати, очевидно, його німецьке походження, це прізвище згодом неодноразово наводилося в історичній літературі. На думку Вл. Лозинського, загадковий майстер Дорінг помер близько 1384 року, оскільки саме тоді в давньому актові з'являються непоодинокі згадки про склад його майнової спадщини та її подальшу долю. Водночас авторство Дорінга спростовував Т. Маньковський. Згідно зі знайденими ним архівними свідченнями, це мав бути архітектор-італієць Дорхі чи Доркі (Dorchi). За логікою Т. Маньковського, слід також визнати малоймовірною архітектурну спорідненість двох храмів, хоча участь одного й того самого архітектора на обох будівельних об'єктах він не відкидав. Тому, з огляду на гіпотетичну архітектурну спорідненість цих двох храмів, Т. Маньковський допускав, що «…середньовічний собор св. Юра також міг мати ззовні баню у вигляді багатогранного барабана, накритого наметовим дахом». За іншими архітектурно-розпланувальними ознаками церква св. Юра, на відміну від вірменського храму, мала б бути значно ближчою до місцевої храмобудівної традиції, а не до імпортованого з Кафи вірменського прототипу. У чому конкретно полягала ця близькість, автор не уточнював. Можна гадати, що йшлося про безстовпний, тридільний, однобаневий тип споруди.
Оскільки в хроніці Б. Зіморовича згадується «murator», то логічно припустити, що старий Святоюрський храм теж був зведений з каменю. Малоймовірно, що це була лише цегла, як про те говорить Б. Зіморович, враховуючи невідповідність статусу заміського храму дороговизні цього будівельного матеріалу в тогочасних умовах. Очевидно, використовувався також природний камінь, постачання якого з численних навколишніх каменоломень не було проблематичним. Інформативна обмеженість писемних джерел і брак переконливої іконографії спричинили появу ще однієї гіпотези стосовно архітектурно-просторової морфології старої церкви св. Юра. Витоки цієї гіпотези мають передісторію, яка пов'язана з аналізом гравюри загального вигляду Львова, виконаної Ф. Гогенбергом на підставі малюнка А. Пассаротті і надрукованої у 1618 році в шостому томі видання Георга Брауна «Civitates Orbis Terrarum». Цей високовартісний і широко відомий іконографічний документ вважається першим панорамним зображенням львівської забудови станом на початок XVII століття. Незважаючи на дуже приблизний, узагальнений характер зображення окремих споруд, загалом він має величезну пізнавальну цінність і досить інформативно відтворює містобудівну ситуацію. Ще в 1930-ті роки польський дослідник Януш Вітвіцький висловив стосовно цієї гравюри сміливе припущення, що споруда у вигляді ротонди з прибудовою, яка зображена ліворуч на передньому плані панорами, це і є церква св. Юра. Щоправда, він зауважив: оскільки Пассаротті виконував свій малюнок, очевидно, з даху Святоюрської церкви, то сама вона не могла потрапити до відтворюваної панорами. Пояснюючи цю невідповідність, Я. Вітвіцький стверджує, що церкву на цьому зображенні «було домальовано середньовічним способом» із суто творчих, композиційних міркувань художника. Це видається дуже малоймовірним, якщо зважити на мету приїзду А. Пассаротті до Львова (будівництво фортифікаційних споруд) та його раціональний, «інженерний» спосіб відтворення міської забудови. Мабуть, саме тому це припущення Я. Вітвіцького тривалий час залишалося проігнорованим і в працях про собор св. Юра не згадувалося. Але через багато років цю версію, хоч і дуже обережно, прийняв сучасний польський дослідник Вітольд Шолгіня, який, щоправда, не вдавався до далекосяжних, категоричних висновків. Сприймаючи саме таке трактування невідомого об'єкта на гравюрі, останніми роками власну версію подій вибудував львівський дослідник Юрій Диба. Головна його теза полягала в тому, що з самого початку, тобто ще 1280 року, князь Лев Данилович спорудив церкву св. Юрія у вигляді мурованої ротонди, яка в наступні століття, аж до її остаточного розібрання у 1743 році, лише зазнавала певних трансформацій. Будівельні роботи зі спорудження мурованого храму, про які йшлося в хроніці Б. Зіморовича, кваліфіковані дослідником як влаштування нової базилікальної прибудови до вже існуючої церкви-ротонди. Подальші зусилля дослідника також спрямовані на захист «ротондоподібної версії» старої церкви св. Юра. Доводиться визнати, що аргументи стосовно ідентифікації зображеної на гравюрі споруди як старої церкви св. Юра все ще залишають значний простір для здорового скептицизму. В його основі — дискусійність вихідної тези Я. Вітвіцького про те, що А. Пассаротті свідомо трансформував малюнок, доповнивши зображення тим фрагментом, якого він насправді не міг бачити зі Святоюрської гори чи навіть з даху самої старої церкви. Несприйняття цієї тези має означати, що на гравюрі бачимо порівняно точне зображення якоїсь реальної, але згодом втраченої споруди, яка дійсно була перед очима художника і розміщувалася значно нижче по рельєфу (про це свідчить її ракурс), найімовірніше, безпосередньо біля підніжжя гори. У такому разі постає запитання: що це могло бути? Адже навіть на найстаріших планах забудови Львова — зображеннях А. Пассаротті споруда справді не має переконливо атрибутованого відповідника. Цьому може бути лише одне пояснення: ця будівля на момент виконання відомих нам фіксаційних планів міста вже не існувала. Маємо підстави стверджувати, що це була так звана зимова єпископська резиденція з каплицею, розташована в долішній частині єпископського саду. Це припущення підтверджує інформація одного зі свідків у судовій справі між василіанами та світським духовенством. У 1766 році цей 80-річний свідок показав:
Внизу під горою від півночі були зимові покої, у яких мешкав єпископ Шумлянський, а навпроти того зимового помешкання була каплиця в покоях мальована, а на альтанці — два дзвони під дашком. Зимову резиденцію під горою навпроти кляштору і капличку з дзвіницею після смерті єпископа Йосипа Шумлянського розібрав Діонісій Сінкевич, офіціал львівський, і господарські будинки виставив
Отже, «під горою навпроти кляштору», — а це приблизно там, де тепер розташована будівля цирку, — розміщувалася резиденція єпископа з прибудованою до неї капличкою типу ротонди з наметовим дашком і дзвонами під ним. Саме її, очевидно, і змалював А. Пассаротті, а в процесі гравіювання вона набула монументальніших рис, що цілком могло статися з художньо-композиційних міркувань виконавця граверної дошки.
Існування резиденції в цій низинній ділянці підтверджує також найдавніший фіксаційний план Святоюрської гори, знайдений В. Вуйциком у Центральному історичному архіві Львова, хоча вона зображена тут дуже узагальнено. Можна думати, що на час укладання цього фіксаційного плану зимове помешкання втратило своє значення і, мабуть, було відбудоване наново в значно спрощеному вигляді порівняно з тим, що бачимо па гравюрі Ф. Гогенберга. Але разом з тим, саме існування резиденції в середині XVIII століття в тій самій ділянці, що й на початку XVII століття, засвідчує певну традицію в її просторовій локалізації. Історичне коріння такого «низинного» розташування резиденції цілком могло сягати набагато давнішої доби правління єпископа Гедеона Балабана, тому на час виконання малюнка А. Пассаротті вона вже могла існувати в повному функціональному вимірі.
Поки що переконливішою залишається все-таки та версія, згідно з якою старий храм за своїми принциповими архітектурними рисами та фізичним масштабом наближався до первісного вигляду Вірменської церкви у Львові. Саме такий, відносно невеликий однобаневий храм міг посісти дуже обмежену ділянку на скелястій і незручній для будівництва вершині цього пагорба.
Таке консервативне уявлення про старий храм св. Юра недавно збагатилося новим вагомим аргументом на свою користь. На початку 1990-х років невтомний розвідник архівних фондів і музейних запасників В. Вуйцик натрапив на невідомий портрет Атанасія Шептицького — фундатора нового собору. Під погрудним зображенням ще молодого єпископа невідомий художник помістив малюнок церкви, оповитий символічною стрічкою з патетичним написом «Romanum capies facile hoc de monte galerum». Як бачимо, в цьому не лише метафорично засвідчувалася віросповідна приналежність святині та єпископа до римського престолу, але й побіжно визнавалося її розташування «на горі» — певне, що Святоюрській. Окрім того, відтворення старої кафедральної церкви на портреті особи, яка згодом стала ініціатором будівництва нового храму, теж є доволі переконливим. Малюнок старої церкви символічно доповнює розгорнуту портретну композицію. Тому він вийшов дещо узагальненим, але досить реалістичним для конкретних висновків. Стара церква зображена з північного сходу з уявної оглядової точки, яка відповідає лінії горизонту, що проходить трохи вище від головного карниза. Добре проглядається вівтарна частина храму з великою центральною апсидою і значно вужчими бічними апсидами. Апсиди рівновисокі з основним об'ємом споруди, накритим двосхилим дахом. Посередині гребеня даху зображено цибулясту баню на невеликому гранчастому підбаннику. Схоже, що підбанник мав вісім граней. У зовнішніх стінах на одному рівні показано рівновеликі віконні прорізи — три на північній стіні і по одному на апсидах. Така кількість вікон може бути непрямою ознакою тридільності внутрішньої просторової структури. Невеликі віконця зображені також на кожній грані підбанника. Наявність верхнього освітлення може свідчити про існування у структурі храму чотирьох внутрішніх опор, які мали підтримувати підбанник. Невеликий діаметр підбанника відносно основного об'єму споруди можна пояснити або неточністю передавання пропорцій художником, або безстовпним характером склепіння на перехресних попружних арках. Торцеві поверхні двосхилого даху прикриті фронтонами. Вони ледь виступають за площину дахівки, яка, за повідомленням М. Ґруневеґа, вже на початку XVII століття була бляшаною. Отже, на зображенні є всі принципові ознаки того, що стара церква св. Юра за своєю об'ємно-просторовою структурою і за фізичним масштабом дійсно була близькою до вірменського храму. Деякі підозри в суттєвих видозмінах може викликати форма верху (баня, підбанник, дах) — тієї частини будівлі, яка завжди найбільше наражена на ризик втрат і переробок. Щодо цього, припущення В. Вуйцика про можливість існування під схилами даху невидимої бані теж має певні підстави. Менш імовірною є його версія про триконхове розпланування храму, оскільки це заперечується характером об'ємних членувань.
Схоже зображення невідомої церкви знаходимо на гравюрі знаменитого українського майстра Никодима Зубрицького, виконаній ним під час перебування у Святоюрському монастирі, як ілюстрації до одного з видань тутешньої друкарні. Поширена серед тогочасних художників звичка наповнювати агіографічні сюжети зображеннями реально існуючих сакральних споруд, хоч і без документальної точності, дає привід стверджувати, що львівські роботи Н. Зубрицького теж не були винятком. Гравюра з сюжетом Покрову демонструє помітну спорідненість її з зображенням храму на портреті А. Шептицького не лише за ракурсом та аналогічними пропорціями архітектурних мас, але й за наявністю прилеглої забудови під північною стіною церкви, де розташовувалися скромні чернечі келії та єпископські палати. Про деякі характерні особливості розташування старого храму можна говорити впевнено. Зокрема, старий храм, на відміну від існуючого, мав орієнтацію по осі схід-захід, тобто його вівтарна частина була зорієнтована на схід, тоді як вівтар нового собору, навпаки, спрямований на захід. Можна стверджувати, що первісна орієнтація вівтаря зумовлювала й інший напрямок головного підходу до храму, ніж той, що існує нині. Варто зауважити, що розпланувальний абрис старого храму, безсумнівно, розміщувався в східній частині нового храму, а його фізичні розміри, якщо взяти до уваги масштабну аналогію з вірменською церквою, були майже втричі меншими за довжиною і приблизно вдвічі — за шириною. Отже, старий храм не можна вважати монументальним, хоча його скромні габарити все-таки мали одну перевагу: вони забезпечували значно більше вільного простору навколо споруди. Спільною рисою старого і нового храмів є вигідне місцерозташування церкви на найвищій позначці Святоюрської гори. Власне, іншого рішення і не могло бути через дуже обмежену територію. Тому гіпотетичний варіант спорудження нового храму поряд зі старим, як це іноді траплялося в процесі розбудови монастирських комплексів1, у даному разі був би дуже ускладненим. Не можна було не враховувати й геологічних особливостей ділянки — наявності окремих фрагментів природної скелі, які згодом були відкриті В. Січинським під підлогою в ході археологічного зондування. Виявилося, що в східній частині церкви скелястий природний материк розташовується на відстані 65-110 см від поверхні підлоги. Отже, зараз можна лише уявити, що старий храм відносно прилеглої території розміщувався на досить виразному скелястому підвинщенні рельєфу, як на своєрідній природній платформі. Згодом, після спорудження нового храму, ця природна платформа-стилобат була знівельована навколо собору новим горизонтальним вимощенням, а для з'єднання значно нижчої передсоборної площі з нульовим рівнем храму довелося по осі головного входу влаштувати парадні двомаршові сходи.
Навколо старої церкви розташовувалися споруди різного призначення. На фіксаційному плані Клеменса Ксаверія Фесінґера ще можна бачити частину цих споруд, крім тих, що потрапили в межі фундаментів нового собору і на момент виконання плану вже не існували. Серед них була й каплиця Покрову Богородиці, прибудована до старої церкви. У ній до останнього моменту зберігалася чудотворна ікона Теребовлянської Богородиці.
Б. Зіморович подає під 1453 роком у зв'язку з захопленням Східнохристиянської столиці Константинополя турками-османами. Міська влада Львова була налякана цією трагічною подією і мусила вжити заходів перестороги:
|  | Оскільки рознеслася звістка, що Константинополь був виданий туркам греками, а багато з них, вигнаних з осель, утікали до Львова, то було впроваджено державне прибуття, щоб утікачів пускати до міста тільки після складання присяги. Нарешті пораховано руські церкви, і на той час їх було вісім, а саме: міська, св. Юрія, св. Онуфрія, св. Миколая, св. Федора, Богоявленська, Воскресенська і Благовіщенська |

Суспільне та матеріальне становище Святоюрського монастиря у середині XV століття, вочевидь, не було певним, і, мабуть, він досить часто змінював свого патрона. Зазначається, що у 1430 він нібито потрапляє в залежність від вірменської сім'ї Калениковичів, супроти якої в судових тяганинах «засвітилися» королівські урядники та якийсь шляхтич Андрій з Малехова. Згодом, у 1442–1455 роках у старих львівських документах згадується вірменин — Петрус Гамладинович зі львівського монастиря св. Юрія
Наприкінці XV ст. Святоюрський монастир володів величезними земельними наділами навколо міста, про що свідчить запис Б. Зіморовича під 1497 роком:
|  | Сам король, прибувши на початку червня з численними загонами кінних і піших, розбив намети па обширних полях св. Юрія, де залишався до 26 червня, очікуючи провінційні резерви… |

Монастир став резиденцією свого очільника — намісника Галицької митрополії та архимандрита Ісакія Гдашицького у 1520-1530-х роках.
У 1537 році «на далекосяжних полях святого Юрія» знову були розбиті численні намети королівського війська У 1539 році Святоюрська церква стала осередком новоутвореної єпархії, на чолі якої став купець, а на той час ігумен Святоюрського монастиря Макарій (Тучапський). Він доклав чимало зусиль до впорядкування церковних справ і свого соборного храму, в якому через спустошення, за його словами, «хвала Божа» не могла відбуватися. Від 1530-х років давній храм, діставши єпископську кафедру, набув того значення, з яким він традиційно виступає в історії.
Після Люблінської унії 1569 року, православна церква нерідко втягувалася у гострі протистояння із міською владою та католицьким кліром. Так, зокрема, в перший день Різдвяних свят (3 січня) 1584 р. церкву св. Юра несподівано, раптово захопили слуги львівського католицького архиєпископа Яна Димітра Соліковського. Тутешні священики Сава, Іван були силою відсторонені від служби Божої, монастирські ворота опечатані. Тогочасному львівському владиці Гедеону Балабану довелося розпочати судовий процес для відновлення справедливості, який завершився на користь позивача. Через три тижні ворота відкрили.
Під час визвольної війни 1648—1657 року, гетьманські загони Богдана Хмельницького отаборилися під Святоюрською горою на просторих передмістях і ланах, що належали монастиреві. Сам Хмельницький квартирував у монастирі. Тут він приймав посла міської громади єпископа Арсенія Желиборського, уповноваженого за будь-яких умов запобігти нищівному штурму міста і мирно порозумітися з козацьким проводирем.
У письмовій відповіді місту було сказано:
|  | А що нам пан Біг допоміг країну нашу руську (Галичину) заїхати, при тім стоїмо |

Зрештою, сторонам вдалося домовитись і «город Лвов окуп за себе дал орді і Хмелницкому». Згодом тут проходили безуспішні переговори з послами польського короля Яна Казимира.
У 1668 році Йосиф (Шумлянський) вів боротьбу за церкву Святого Юра з київським митрополитом Антонієм Винницьким. Вояки Й.Шумлянського напали на оборонний монастир, вирубали паркани, брами, сильно побили слуг митрополита. А. Винницький спустився по спису до вікна, де його обступили вояки; відкупився своїм золотим ланцюгом. Й.Шумлянський забрав єпископські митри, ризи, одяг, килими, зброю, столове начиння, бочки вина, коней для карети тощо. Справа дійшла до суду, який визнав Й.Шумлянського владикою.

### Радянський період
У радянський період із рішенням Львівського Собору 1946 року, де постановлено скасування Берестейської унії. Собор перейшов із майном до російською православної церкви. 6 квітня 1990 року ухвалою Львівської міської ради переданий Українській греко-католицькій церкві.

## Спорудження нового собору

### Задум про спорудження нового собору
Час будівництва нового собору св. Юра майже збігся з роками спорудження іншого архітектурного шедевру Львова — Домініканського костелу (архітектор — Ян де Вітте, 1740—1764 роки). У місті в ці роки з'являється також низка інших сакральних споруд — костели Св. Антонія, Св. Мартина, Св. Миколая, колегіум ордену піарів тощо.
Задум нового будівництва на Святоюрській горі належав митрополиту Атанасію Шептицькому. За історичними джерелами, це була людина, дуже віддана богоугодній справі, твердого характеру, послідовна й цілеспрямована у здійсненні задуманого. Обіймаючи єпископську, а згодом ще й митрополичу посади, А. Шептицький ініціював численні церковні новобудови в підпорядкованих йому єпархіях на Галичині, Поділлі та Волині. З плином часу стара Святоюрська церква, що служила кафедральним храмом, вже не могла відповідати своєму особливому статусу, значно поступаючись навіть деяким парафіяльним церквам. Ситуація ускладнювалася ще й тим, що старий храм фактично перебував у подвійному користуванні — світського духовенства і ченців василіанського монастиря, — що призводило до непорозумінь і навіть до конфліктних ситуацій. Ці обставини й зумовили постанову про знесення старої церкви та спорудження нової, що відповідала б вимогам часу.
Спершу владика планував оновити давній собор, що в часі співвідноситься з його вступом на посаду київського митрополита. Перед 1733 роком консисторія ухвалила рішення про збір коштів на «кафедральну фабрику». За дорученням митрополита це здійснював отець Єронім Островський ЧСВВ. Проте намісники (декани) не поспішали з надсиланням коштів і фактично проігнорували заклики митрополичого представника. Тому митрополит сам взявся наводити лад і 11 жовтня 1733 року розіслав пастирський лист до намісництв, розташованих на південь від Львова, рішуче вимагаючи надання коштів під загрозою усунення з посад. Як далі розвивалася ситуація — невідомо. Брак конкретних свідчень про тогочасні роботи в соборі не дає змоги твердити про їх широке розгортання.
У середині XIX століття над Святоюрським ансамблем нависла несподівана і досить серйозна загроза. Австрійська влада розглядала прилеглу до нього територію як один з можливих варіантів створення потужної військової цитаделі на засадах найновіших правил такого будівництва — з потужними казематами, цейхгаузами, артилерійськими позиціями тощо. У разі вибору саме цієї території ансамбль мав би не лише небажаного сусіда, але й небезпеку від можливих воєнних дій. На щастя, перевагу віддали іншій ділянці, і спорудження цитаделі було розпочате дещо південніше від собору.

### Будівництво сучасного собору

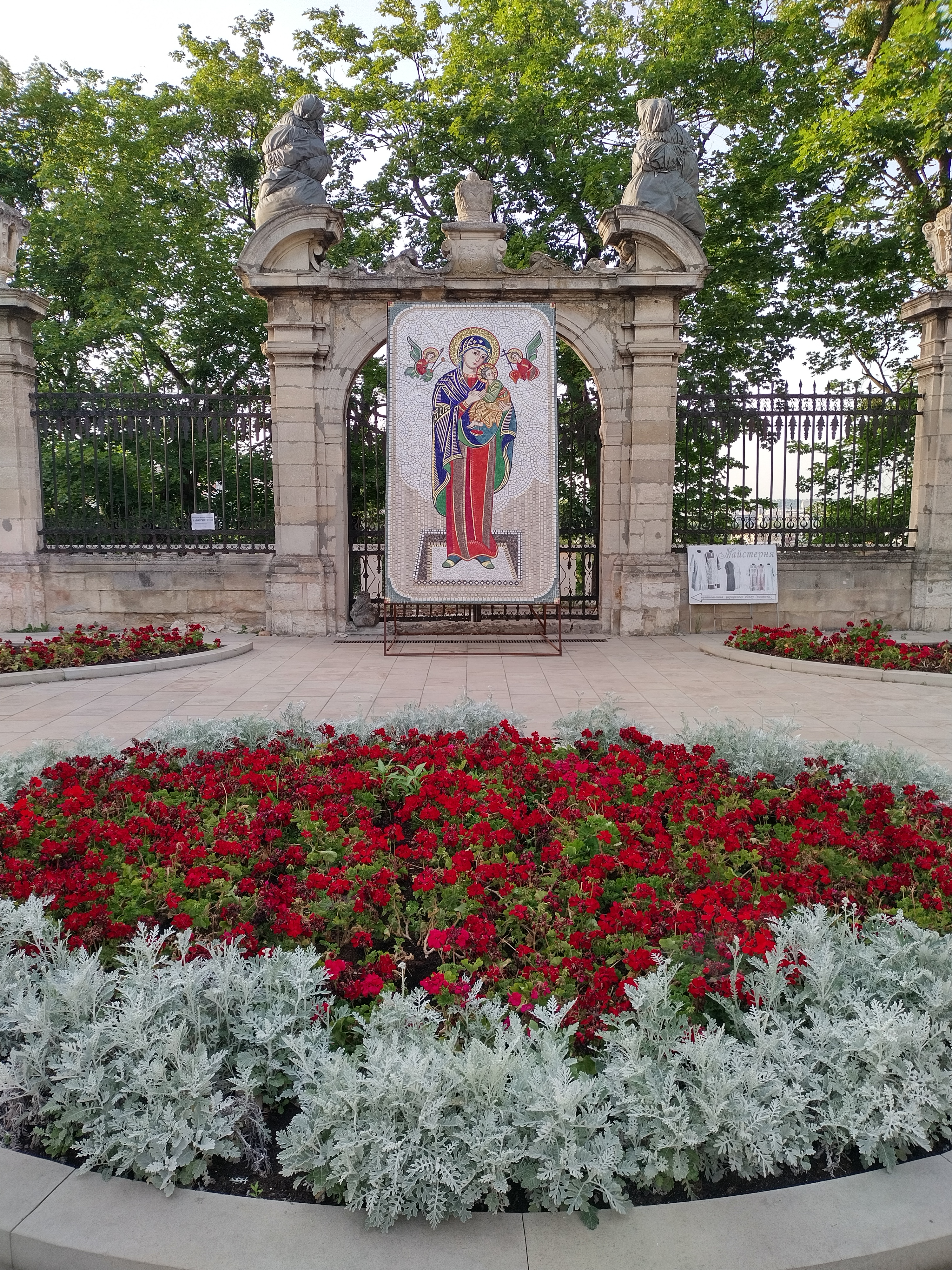
Мозаїка Богородиця на подвір'ї собору

Зберігся детальний фіксаційний план всього архітектурного комплексу станом на 1750-ті роки, тобто на початок спорудження собору. Аналітичний опис цього плану подано в публікації В. Вуйцика, який його розшукав і розцінив як документ, спеціально укладений для судового земельного спору між співвласниками Святоюрської гори — ченцями-василіанами та єпископом Левом Шептицьким. План дає досить повне уявлення про споруди і характер їх розташування на горі в той час, коли будувався новий храм св. Юра.
Перше, що здається принциповим з погляду функціонально-просторового розпланування прилеглої території, — виразний її розподіл на монастирські та єпископські землі з помітною перевагою на користь василіян. Ченцям належала переважно західна частина, єпископу — східна. Обхід навколо нової церкви був безперешкодним, хоч і дуже затисненим з півночі чернечим корпусом, а з півдня — високим муром, влаштованим по лінії крутого обриву, який можна вважати залишками південної куртини.
Крім того, з плану дізнаємося, що в той час існували лише три муровані споруди: власне новий храм, монастирський корпус уздовж північного боку церкви зі своїм окремим входом у східному торці, а також невелика мурована брама з дерев'яною надбудовою для сторожі — приблизно там, де тепер розміщуються верхні ворота. Решта господарських і житлових споруд, у тому числі і єпископська резиденція, були дерев'яними. Стара Г-подібна в плані резиденція єпископа розташовувалася навпроти головного входу до нової церкви, проте осі головних входів до резиденції і до нового храму не збігалися.
Крім названих споруд, на прилеглій території, переважно з півдня та заходу, було ще кілька невеликих будинків житлового та господарського призначення, зокрема дворик зі стайнею та возівнею для єпископських людей. Біля вівтарної частини нового собору схематично показані дві шестикутні, очевидно, дерев'яні башточки, які, можливо, певним чином були пов'язані з бастіонами, яких на той час вже не було. Звертає на себе увагу також засипана та замулена саджавка, що розташована на західному підніжжі гори і свідчить про існування тут рибного промислу. Загалом просторове групування окремих споруд демонструє відсутність чіткої композиційної ідеї та стихійну еволюцію комплексу впродовж попередніх сторіч, продиктовану суто прагматичними та ландшафтними чинниками.Будівництво греко-католицької катедри розпочалося у 1744 (чи 1745) році за проектом Бернарда Меретина, який до кінця життя (1759 року) працював над вдосконаленням архітектурних особливостей храму. Після його смерті будівництво продовжив Клеменс Ксаверій Фесінґер. Роботи тривали до 1764. Оздоблювальні роботи завершилися аж у 1770 або 1772 роках.

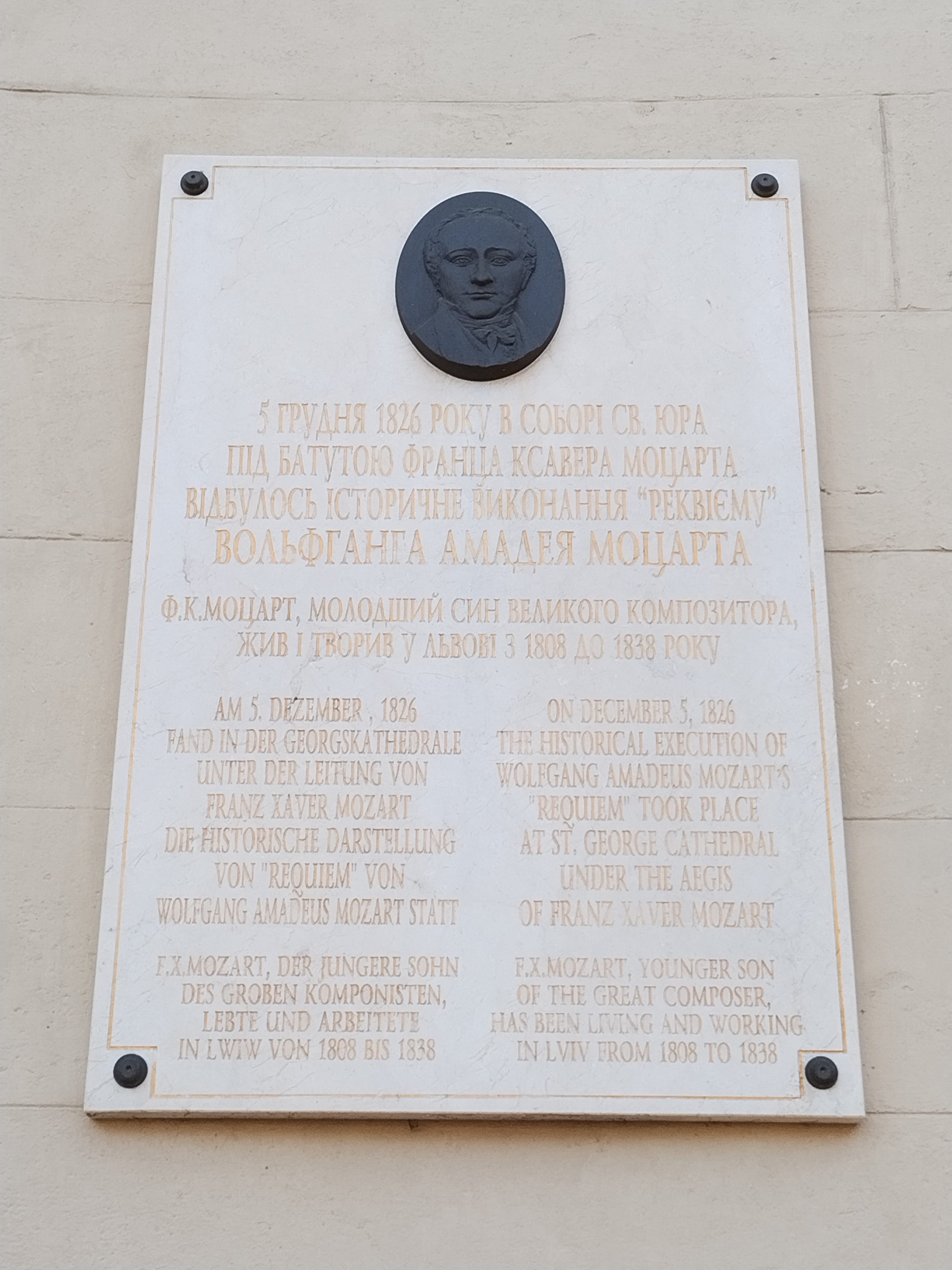
Меморіальна таблиця Францу Ксаверу Моцарту на фасаді собору

Просторова композиція собору виражена хрещатим об'ємом, утвореним високою навою і трансептом, але в плані, завдяки кутовим приміщенням, сприймається як тринавовий храм з видовженим бабинцем і вівтарем, що мають однакову з середньою навою ширину. Чотири опорних стовпи несуть систему склепінь з головною банею і меншими банями над пониженими приміщеннями в зовнішніх кутах простірного хреста. Баня на масивному чотириграннику служить організаційним елементом, якому підпорядковуються інші архітектурні об'єми споруди. На оригінальному проекті Бернарда Меретина (зберігається у львівському Національному музеї), де зображено поздовжній розріз храму, куполом завершується не тільки центральний об'єм, а й вівтар і притвір. Таке композиційне вирішення зближувало пам'ятку з традиційними трибанними українськими церквами. Проте архітектор замінив бічні бані хрестовими склепіннями.
Храм стоїть на терасі, до якої ведуть двомаршеві сходи, прикрашені балюстрадою і скульптурами геніїв роботи С. Стажевського. Фасад храму акцентований монументальним порталом з постатями отців східної церкви Афанасія і Льва роботи скульптора Івана Георія Пінзеля.

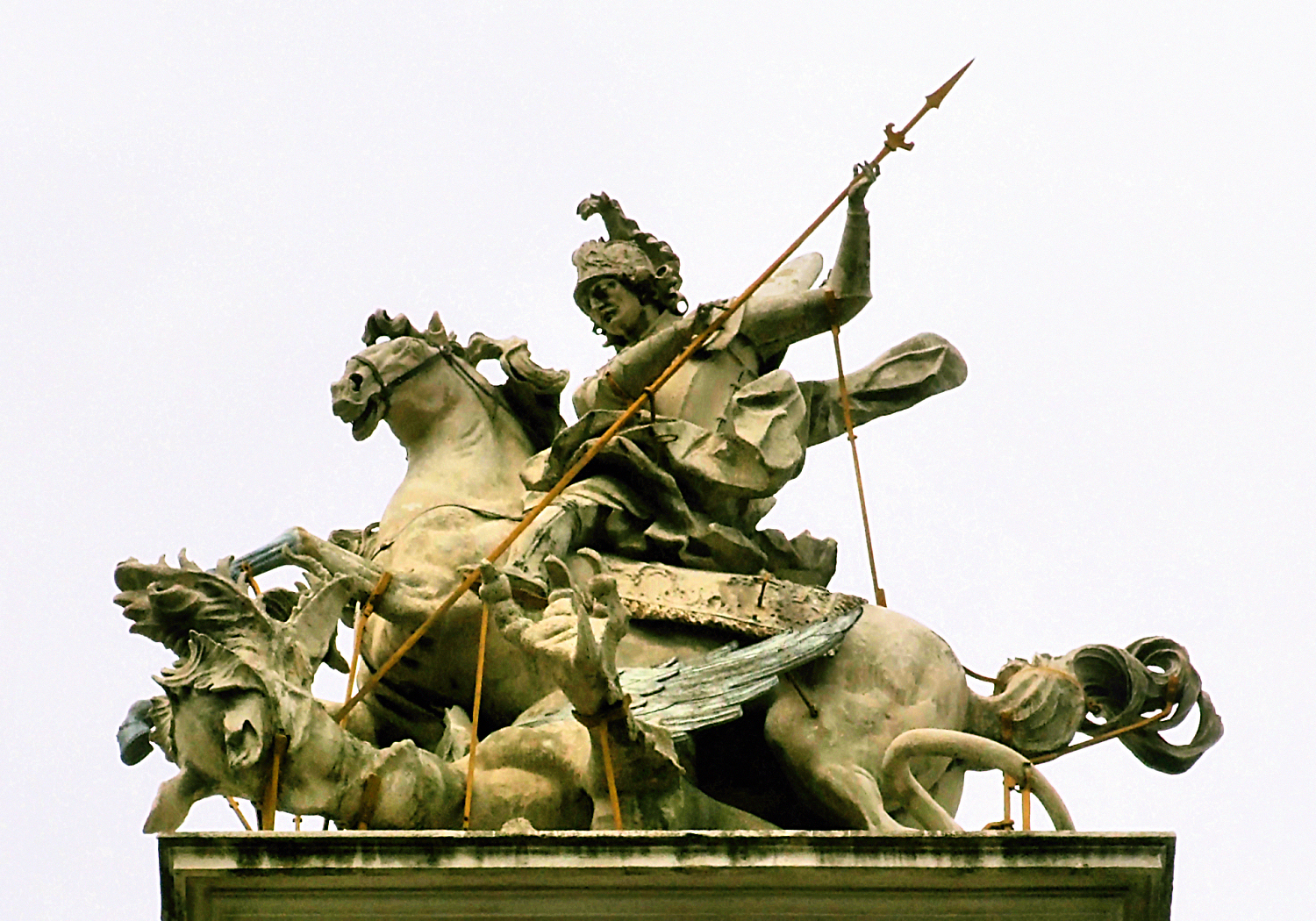
Скульптурна група «Юрій-Змієборець»

Скульптурна група «Юрій-Змієборець», що увінчує аттик — також роботи Пінзеля. Над внутрішнім оздобленням храму працювали у 1768—1770-х роках скульптори Себастьян Фесінґер, Михайло Філевич, живописці Лука Долинський, Юрій Радивилівський, Франциск Смуглевич.

## Архітектура
Про існування на Святоюрській горі стародавнього укріпленого цвинтаря ще в середині XIX століття згадував Ісидор Шараневич у своїй книзі «Стародавній Львів». За версією В. Вуйцика, на найстарішому плані монастиря цей цвинтар обіймав територію, прилеглу до собору з південного боку, але значно нижче по рельєфу.

### Екстер'єр
Собор Св. Юра закладений на грецькому рівнораменному хресті з чотирма каплицями між раменами хреста й мініатюрними банями під покрівлею, у центрі з великою банею на широкому барабані, що спирається на підпружні арки. Угорі споруда охоплена карнизом. Численні пілястри, парні (на барабані) і подвоєні на стінах собору, увінчані кам'яними рококовими ліхтарями, надають будові стрункості. На вході до катедри побудовані паристі сходи з рококовою ажурною балюстрадою, оздобленою вазами та путами. На фасаді обабіч головного входу статуї свв. Атанасія Александрійського (праворуч) і Лева Великого, папи Римського (ліворуч), над входом балкон, високе вікно, причілок з хрестом у картуші й аттиком, завершеною кінною статуєю св. Юрія-Змієборця роботи галицького скульптора Йогана Георга Пінзеля. Подвір'я перед катедрою замикають дві рококові брами, прикрашені алегоричними постатями, що символізують Віру й Надію та Церкву Риму і Церкву Греції.

### Інтер'єр

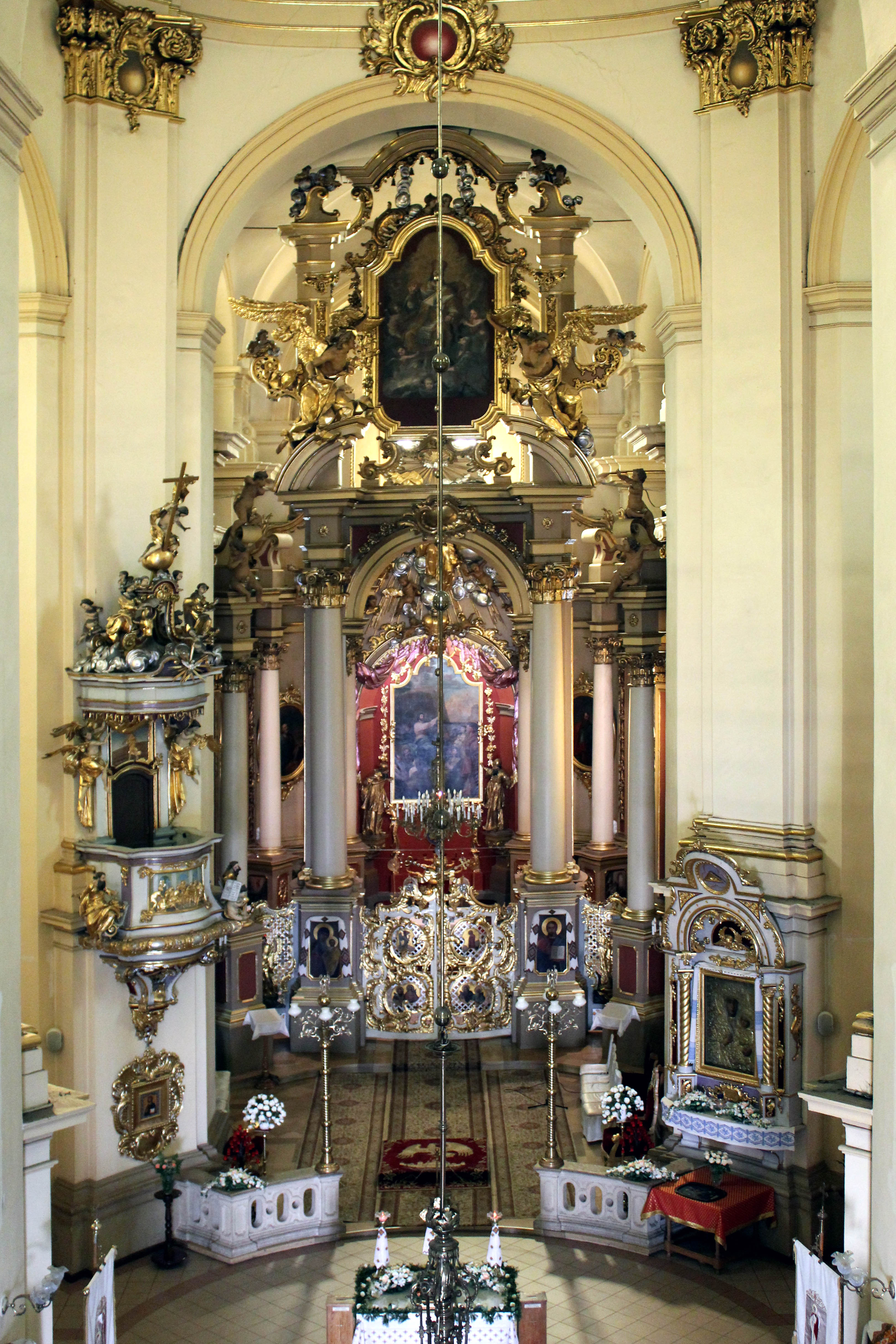
Головний вівтар собору

Інтер'єр собору розписував С. Фабянський (1876), Ю. Радивилівський виконав велику композицію «Архієрей» і «Появу апостолам», М. Смуглевич (завівтарну композицію «Проповідь Христа», яку привезли з Вільнюса за сприяння каштелянової Катажини Коссаковської) і «Христос-Пантократор» у бані, Л. Долинський — намісні ікони, овальні ікони пророків і 16 сцен празничків. Скульптурні обрамування двох вхідних воріт і оздоблення входів та численні ліхтарі належать М. Філевичу. М. Осінчук 1942 року виконав загальну консервацію і розмалювання стін та відчищення образів. При будові комплексу працювали різні митці в різних стилях: бароко, рококо, класицизм, проте вони зуміли досягти органічного синтезу барокової архітектури і скульптури, деталей химерної рококової орнаментики карнизів, балюстрад, аттиків, капітелів, скульптур, ваз, сходів, портиків, підпорядковуючи всі складові елементи цілості на подобу образотворчої культури тогочасної Європи.

## Мистецька спадщина
Ансамбль займає своєрідне місце в мистецькій культурі українських земель ще й через те, що він зберіг і нині переховує у своїх стінах немало визначних історичних та мистецьких пам'яток різного часу, зокрема таких, що належать до найважливіших і найрепрезентативніших для своєї епохи. Проте, в силу історичних обставин, більшість з них нині перебувають поза межами храму: у Національному музей імені Андрея Шептицького, архівних фондах Онуфріївського монастиря, Центрального державного історичного архіву України у Львові та Львівській науковій бібліотеці імені Василя Стефаника.

### Дзвін
На дзвіниці собору Святого Юра — найстаріший в Україні дзвін, вилитий, згідно з написом на ньому, 1341 року.

## Крипта
Відколи Собор Юра став головним осідком галицької православної, а з 1700 року — греко-католицької єпархії, в крипті ховали єпископів, а з 1808 року — митрополитів. Крипта відкрита для відвідання. У ній поховано видатних діячів УГКЦ, зокрема, Митрополита Андрея Шептицького, Патріарха Йосифа Сліпого, кардиналів Сильвестра Сембратовича, Мирослава Івана Любачівського, владику Володимира Стернюка.
Під час археологічних розкопок, які проводив Ярослав Пастернак у Галичі на Крилосі, в 1937 році було знайдено саркофаг із тілом князя, якого було ідентифіковано як Ярослава Осмомисла. У переддень Другої Світової війни, у 1939 році, для збереження і подальших досліджень його останки перенесли до Львова в крипту собору св. Юра. Останки князя вдруге віднайшла там спеціальна археологічна комісія Наукового Товариства імені Т.Шевченка 14 листопада 1991 року у фанерній скринці.

## Містагогія
У Соборі Святого Юра зберігаються:
- дві чудотворні ікони: Теребовлянська та Київська;
- мощі святих;
- копія Туринської плащаниці;

## Сучасна структура

### Спільноти при соборі
- Марійська дружина;
- Братство Теребовлянської Божої Матері;
- Вівтарна дружина;
- Біблійне товариство;
- Братство Христа Чоловіколюбця;
- Братство «Матері у молитві»;
- Святоюрська молодь.

## Настоятелі
- отець Роман Кравчик.

## Значення Собору в історії України та УГКЦ

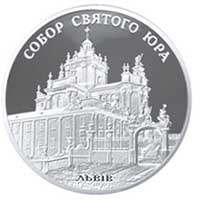
Пам'ятна монета НБУ присвячена собору (реверс)

Після ув'язнення Української Греко-Католицької ієрархії з Митрополитом Йосифом Сліпим на чолі і незаконного «Собору Греко-Католицької Церкви 8—10 березня 1946 р.» собор передано православній архієпархії в юрисдикції московського патріархату.
В серпні 1990 Собор Св. Юра був повернутий щойно легалізованій УГКЦ.
Григор Лужницький у статті «Місто св. Юра»:
|  | Хто хоче пізнати правдивий Львів, той Львів, що завжди був український, що завжди боровся за приналежність до своєї рідної землі, той Львів, який ніколи не зневірювався — хай пізнає Львів св. Юра. Львів св. Юра був завжди той сам: чи тоді, коли під час свят не вільно було вести процесії вулицями міста, а українські громадяни міста сиділи в зачинених мешканнях і плакали, чи тоді, коли наймолодший крилошанин Святоюрської консисторії чи згодом Капітули, виїжджав на коні з хрестом на Ринок святити воду; чи тоді, коли московська жандармерія вивозила митрополита Андрея Шептицького з його святоюрської палати, чи тоді, коли під святоюрську палату підступало польське студентське шумовиння, кричучи: «пан Шептицкі на лятярнєн!» — Львів св. Юра був завжди той сам: свідомий своєї сили й величі, свідомий своїх завдань і післанництва, свідомий своєї мови до Бога й свого народу. |